# 1368
Il 1368 (MCCCLXVIII in numeri romani) è un anno bisestile del XIV secolo.

## Eventi
- La dinastia Ming assume il controllo del trono cinese.

## Nati
- 15 febbraio - Sigismondo di Lussemburgo, sovrano († 1437)
- 5 giugno - Carlo I Malatesta, condottiero italiano († 1429)
- 1º luglio - Braccio da Montone, nobile e condottiero italiano († 1424)
- 3 dicembre - Carlo VI di Francia, sovrano francese († 1422)
- Piccarda Bueri, italiana († 1433)
- Panacea De' Muzzi, italiana († 1383)
- Emir Sultan, teologo ottomano († 1429)
- Filippo I di Nassau-Weilburg, conte († 1429)
- Ulrico V di Hanau, nobile tedesco († 1419)
- Ludovico VII di Baviera-Ingolstadt, duca († 1447)
- Antonio Montaldo, doge († 1398)

## Morti
- 7 gennaio - Valdemaro I di Anhalt-Zerbst, nobile tedesco
- 13 gennaio - Marco Corner, doge (n. 1286)
- 30 gennaio - Ibn-i Yamin, poeta persiano (n. 1286)
- 29 marzo - Go-Murakami, imperatore giapponese (n. 1328)
- 23 luglio - Guy de Chauliac, medico francese (n. 1300)
- 26 luglio - Niccolò Capocci, cardinale e vescovo cattolico italiano
- 28 luglio - Bolko II di Świdnica, duca tedesco (n. 1308)
- 25 agosto - Engelberto III di Mark, arcivescovo cattolico tedesco
- 30 settembre - Arnaldo Bernardo del Poggetto, vescovo cattolico e cardinale francese
- 2 ottobre - Anna di Kašin, monaca cristiana russa
- 17 ottobre - Lionello Plantageneto, I duca di Clarence, principe inglese (n. 1338)
- 19 ottobre - Francesco Bevilacqua, giurista e ambasciatore italiano (n. 1304)
- 9 dicembre - Giovanni di Kleve, conte
- 21 dicembre - Filippo II di Savoia-Acaia, principe italiano (n. 1340)
- Bernardo III di Cabrera, nobile spagnolo
- Patrick Dunbar, IX conte di March, nobile scozzese (n. 1285)
- Aventino Fracastoro, medico italiano
- Orcagna, pittore, scultore e architetto italiano
- Petru I di Moldavia, principe
- Pedro Martinez de Luna, nobile e condottiero spagnolo
- John de Mowbray, IV barone Mowbray, nobile e militare inglese (n. 1340)

## Calendario
| Calendario 1368 | Calendario 1368 | Calendario 1368 | Calendario 1368 | Calendario 1368 | Calendario 1368 | Calendario 1368 | Calendario 1368 | Calendario 1368 | Calendario 1368 | Calendario 1368 | Calendario 1368 | Calendario 1368 | Calendario 1368 | Calendario 1368 | Calendario 1368 | Calendario 1368 | Calendario 1368 | Calendario 1368 | Calendario 1368 | Calendario 1368 | Calendario 1368 | Calendario 1368 | Calendario 1368 | Calendario 1368 | Calendario 1368 | Calendario 1368 | Calendario 1368 | Calendario 1368 | Calendario 1368 | Calendario 1368 | Calendario 1368 | Calendario 1368 |
| --------------- | --------------- | --------------- | --------------- | --------------- | --------------- | --------------- | --------------- | --------------- | --------------- | --------------- | --------------- | --------------- | --------------- | --------------- | --------------- | --------------- | --------------- | --------------- | --------------- | --------------- | --------------- | --------------- | --------------- | --------------- | --------------- | --------------- | --------------- | --------------- | --------------- | --------------- | --------------- | --------------- |
|                 | 1               | 2               | 3               | 4               | 5               | 6               | 7               | 8               | 9               | 10              | 11              | 12              | 13              | 14              | 15              | 16              | 17              | 18              | 19              | 20              | 21              | 22              | 23              | 24              | 25              | 26              | 27              | 28              | 29              | 30              | 31              |                 |
| Gennaio         | Sa              | Do              | Lu              | Ma              | Me              | Gi              | Ve              | Sa              | Do              | Lu              | Ma              | Me              | Gi              | Ve              | Sa              | Do              | Lu              | Ma              | Me              | Gi              | Ve              | Sa              | Do              | Lu              | Ma              | Me              | Gi              | Ve              | Sa              | Do              | Lu              |                 |
| Febbraio        | Ma              | Me              | Gi              | Ve              | Sa              | Do              | Lu              | Ma              | Me              | Gi              | Ve              | Sa              | Do              | Lu              | Ma              | Me              | Gi              | Ve              | Sa              | Do              | Lu              | Ma              | Me              | Gi              | Ve              | Sa              | Do              | Lu              | Ma              |                 |                 |                 |
| Marzo           | Me              | Gi              | Ve              | Sa              | Do              | Lu              | Ma              | Me              | Gi              | Ve              | Sa              | Do              | Lu              | Ma              | Me              | Gi              | Ve              | Sa              | Do              | Lu              | Ma              | Me              | Gi              | Ve              | Sa              | Do              | Lu              | Ma              | Me              | Gi              | Ve              |                 |
| Aprile          | Sa              | Do              | Lu              | Ma              | Me              | Gi              | Ve              | Sa              | Do              | Lu              | Ma              | Me              | Gi              | Ve              | Sa              | Do              | Lu              | Ma              | Me              | Gi              | Ve              | Sa              | Do              | Lu              | Ma              | Me              | Gi              | Ve              | Sa              | Do              |                 |                 |
| Maggio          | Lu              | Ma              | Me              | Gi              | Ve              | Sa              | Do              | Lu              | Ma              | Me              | Gi              | Ve              | Sa              | Do              | Lu              | Ma              | Me              | Gi              | Ve              | Sa              | Do              | Lu              | Ma              | Me              | Gi              | Ve              | Sa              | Do              | Lu              | Ma              | Me              |                 |
| Giugno          | Gi              | Ve              | Sa              | Do              | Lu              | Ma              | Me              | Gi              | Ve              | Sa              | Do              | Lu              | Ma              | Me              | Gi              | Ve              | Sa              | Do              | Lu              | Ma              | Me              | Gi              | Ve              | Sa              | Do              | Lu              | Ma              | Me              | Gi              | Ve              |                 |                 |
| Luglio          | Sa              | Do              | Lu              | Ma              | Me              | Gi              | Ve              | Sa              | Do              | Lu              | Ma              | Me              | Gi              | Ve              | Sa              | Do              | Lu              | Ma              | Me              | Gi              | Ve              | Sa              | Do              | Lu              | Ma              | Me              | Gi              | Ve              | Sa              | Do              | Lu              |                 |
| Agosto          | Ma              | Me              | Gi              | Ve              | Sa              | Do              | Lu              | Ma              | Me              | Gi              | Ve              | Sa              | Do              | Lu              | Ma              | Me              | Gi              | Ve              | Sa              | Do              | Lu              | Ma              | Me              | Gi              | Ve              | Sa              | Do              | Lu              | Ma              | Me              | Gi              |                 |
| Settembre       | Ve              | Sa              | Do              | Lu              | Ma              | Me              | Gi              | Ve              | Sa              | Do              | Lu              | Ma              | Me              | Gi              | Ve              | Sa              | Do              | Lu              | Ma              | Me              | Gi              | Ve              | Sa              | Do              | Lu              | Ma              | Me              | Gi              | Ve              | Sa              |                 |                 |
| Ottobre         | Do              | Lu              | Ma              | Me              | Gi              | Ve              | Sa              | Do              | Lu              | Ma              | Me              | Gi              | Ve              | Sa              | Do              | Lu              | Ma              | Me              | Gi              | Ve              | Sa              | Do              | Lu              | Ma              | Me              | Gi              | Ve              | Sa              | Do              | Lu              | Ma              |                 |
| Novembre        | Me              | Gi              | Ve              | Sa              | Do              | Lu              | Ma              | Me              | Gi              | Ve              | Sa              | Do              | Lu              | Ma              | Me              | Gi              | Ve              | Sa              | Do              | Lu              | Ma              | Me              | Gi              | Ve              | Sa              | Do              | Lu              | Ma              | Me              | Gi              |                 |                 |
| Dicembre        | Ve              | Sa              | Do              | Lu              | Ma              | Me              | Gi              | Ve              | Sa              | Do              | Lu              | Ma              | Me              | Gi              | Ve              | Sa              | Do              | Lu              | Ma              | Me              | Gi              | Ve              | Sa              | Do              | Lu              | Ma              | Me              | Gi              | Ve              | Sa              | Do              |                 |